# Frannie Michel
Frannie Michel (* 8. September 1961 in New York City) ist eine US-amerikanische Schauspielerin.

## Wirken
Ihr Filmdebüt hatte sie in dem Film Tagebuch eines Ehebruchs in der Rolle der Liz Balser.  Darüber hinaus war sie in dreizehn Folgen der Fernsehserie Apple’s Way in der Rolle der Patricia Apple zu sehen. Zuletzt hatte Michel eine Rolle in dem Fernsehfilm The Easter Promise im Jahr 1975.

## Filmografie
- 1970: Tagebuch eines Ehebruchs (Diary of a Mad Housewife)
- 1973: The Thanksgiving Treasure (Fernsehfilm)
- 1974: Apple’s Way (Fernsehserie, 13 Folgen)
- 1975: Ellery Queen (Fernsehserie, 1 Folge)
- 1975: The Easter Promise (Fernsehfilm)